# Comuna Sokolivocika, Talne
Sokolivocika (în ucraineană Соколівочка) este o comună în raionul Talne, regiunea Cerkasî, Ucraina, formată din satele Cervone și Sokolivocika (reședința).

## Demografie
Componența lingvistică a comunei Sokolivocika
     Ucraineană (98,15%)
     Rusă (1,64%)
     Alte limbi (0,1%)
Conform recensământului din 2001, majoritatea populației comunei Sokolivocika era vorbitoare de ucraineană (98,15%), existând în minoritate și vorbitori de rusă (1,64%).